# بطارية جافة

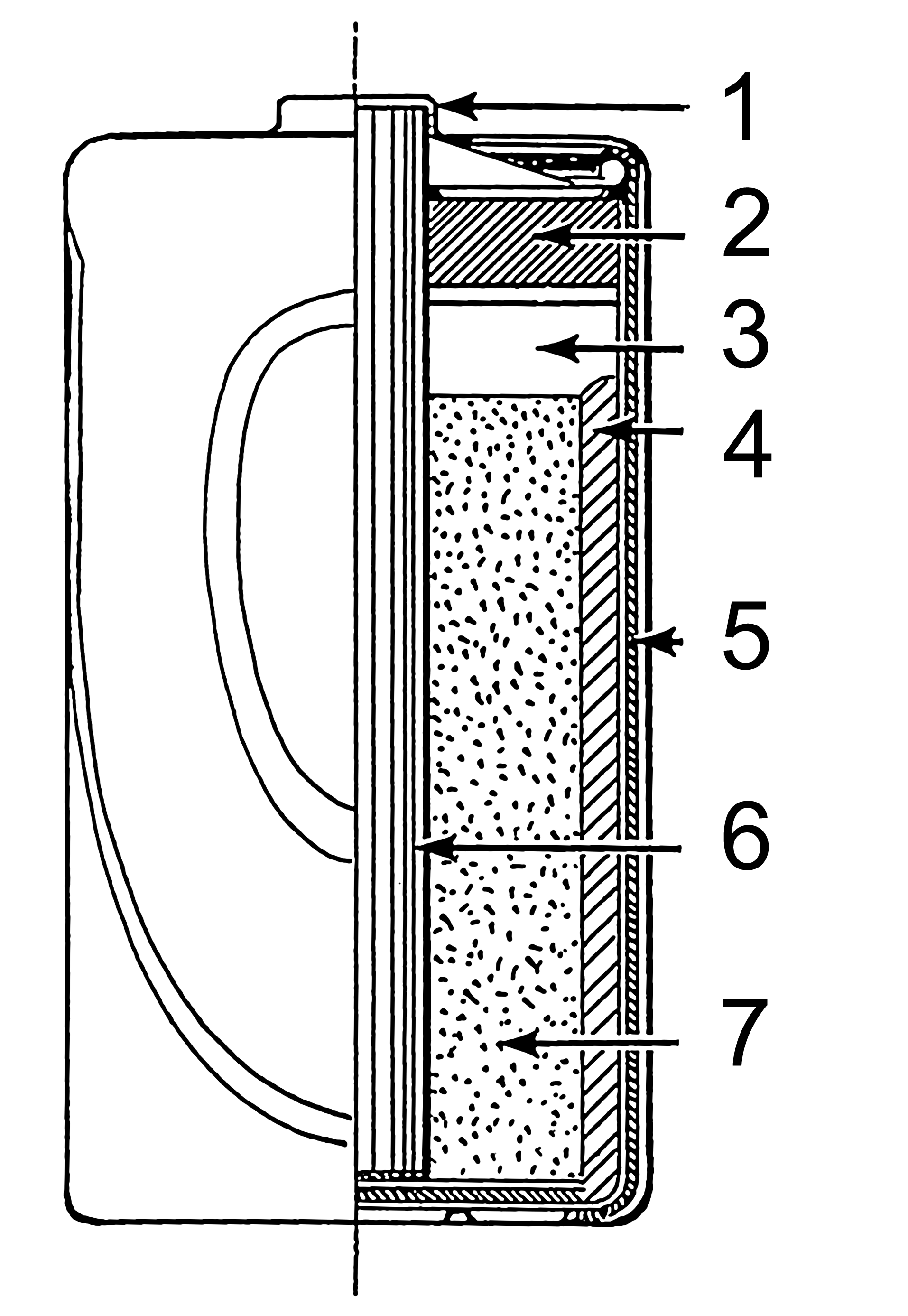

البطارية الجافة هي نوع من البطاريات، التي يشيع استخدامها في العديد من التطبيقات نظراً لخفة وزنها وسهولة التعامل بها.
اخترع العالم الألماني كارل غاسنر (Carl Gassner) هذه البطارية سنة 1886، عندما طور بطارية زنك-كربون السائلة التي اخترعها جورج لوكلانشيه (Georges Leclanché) فيما قبل.
هناك عدة نماذج من البطارية الجافة جرى تطويرها عبر السنين.